# Жорже Рибка
Жорже Рибка (порт. Jorge Rybka; нар. 7 квітня 1964, Сан-Паулу, Бразилія) — бразильський інженер-будівельник та підприємець українського походження, президент Українсько-бразильського товариства «Соборність», Почесний консул України в Сан-Пауло.

## Біографія
Народився 7 квітня 1964 року в Сан-Паулу.
В 1986 році закінчив Школу інженерів імені Сан Карлоса за фахом «інженер-будівельник» та Університет Сан-Паулу за спеціалізацією «стальові структури».
З 1987 по 1997 рік працював інженером в інженерно-консультативній компанії «Келлі Пітелко».
Від 1997 року — співдиректор компанії «Енжебрат Консулторія, Інженяріа і Прожетус».
Активно займається діяльністю з популяризації української культури.
З 1971 року — член фольклорної групи українських танців «Київ», а з 1983 року — головний директор.
У 1989—2003 роках — голова парафіяльної ради Української католицької церкви в Сан-Пауло.
З 1994 — віце-президент, президент Українсько-бразильського товариства «Соборність», Сан-Пауло.
Також з 1994 року у різний час був директором, віце-президентом та першим віце-президентом Україно-бразильської центральної репрезентації.
З 2005 року — Почесний консул України в Сан-Пауло.

## Нагороди
- орден «За заслуги» III ступеня (19 листопада 2008) — за вагомий особистий внесок у донесення до світової спільноти правди про геноцид Українського народу під час Голодомору 1932—1933 років, активну участь у проведенні Міжнародної акції вшанування пам'яті жертв Голодомору 1932—1933 років «Незгасима свічка»[2];

- подяка Міністерства закордонних справ України (2006) — за активну участь у діяльності української громади Бразилії, популяризацію історичних та сучасних надбань Українського Народу, розбудову українсько-бразильського співробітництва, зміцнення авторитету України в світі[1];
- відзнака Державного Комітету у справах національностей та міграції за особистий вагомий внесок у консолідацію світового українства (2004)[1].